# Space Hulk
Space Hulk este un joc de societate pentru doi jucători de la Games Workshop. A fost lansat în 1989. Jocul este plasat în universul fictiv al Warhammer 40.000. În joc, un „hulk spațial” este o masă de nave spațiale vechi, abandonate, asteroizi și alte resturi spațiale asortate. Un jucător preia rolul Terminatorilor Space Marine, soldați de elită supraumani care au fost trimiși să investigheze un astfel de hulk spațial. Celălalt jucător ia rolul rasei Tyranid Genestealers, o specie extraterestră agresivă care și-a făcut casa la bordul unor astfel de mase de nave spațiale.